# InterNIC
InterNIC, la abreviatura de Internet Network Information Center  fue el principal organismo gubernamental de internet responsable de los nombres de dominio y las Direcciones IP, las asignaciones fueron hasta el 18 de septiembre de 1998, cuando este papel fue asumido por la Internet Corporation for Assigned Names and Numbers (ICANN), Se accede a través del sitio web http://internic.net/ que fue gestionado por Network Solutions, Inc y AT&T.

## Término
"InterNIC" es un servicio registrado marca del Departamento de Comercio. Este término es licenciado a la Internet Corporation for Assigned Names and Numbers (ICANN).

## Historia
La primera autoridad central a coordinación de operación de la red fue el Network Information Center (NIC) en Stanford Research Institute (SRI) en Menlo Park, California). En 1972, la gestión de estas cuestiones se dio a la recién creada Internet Assigned Numbers Authority (IANA). Además de su papel como el RFC Editor, Jon Postel trabajó como el administrador de la IANA hasta su muerte en 1998.
Como los primeros ARPANet creció, los hosts fueron referidos por sus nombres, y un archivo llamado HOSTS.TXT fue distribuido por el SRI Internacional, y fue instalado manualmente en cada servidor de la red. A medida que la red creció, se convirtió cada vez más engorroso, Una solución técnica se produjo en la forma del sistema de nombres de dominio, creado por Paul Mockapetris, la DDN-NIC, en todos los SRI manejan los servicios de registro, incluido el de los dominios de nivel superior (.mil, .gov, .edu, .org, .net, .com y .us, así como la raíz administrativa de nombres de Internet y número de tareas en virtud del Departamento de Defensa de contrato de los Estados Unidos. En 1991 la DISA, adjudicó la administración y mantenimiento de DDN-NIC, que había sido hasta ese momento bajo la dirección del SRI desde hace muchos años, al Gobierno Systems, Inc., que subcontrató a la empresa Network Solutions, Inc.
- Datos: Q1211090